# Ozyptila orientalis basegica
Ozyptila orientalis basegica is een spinnenondersoort in de taxonomische indeling van de krabspinnen (Thomisidae).
Het dier behoort tot het geslacht Ozyptila. De wetenschappelijke naam van de soort werd voor het eerst geldig gepubliceerd in 1992 door Esyunin.